# Kościół św. Anny w Poznaniu
Kościół św. Anny – neogotycka świątynia na planie krzyża greckiego znajdująca się na poznańskim Łazarzu na narożniku ulic Matejki i Limanowskiego (ul. Limanowskiego 13). Od 2017 r. wielkopostny kościół stacyjny.

## Historia

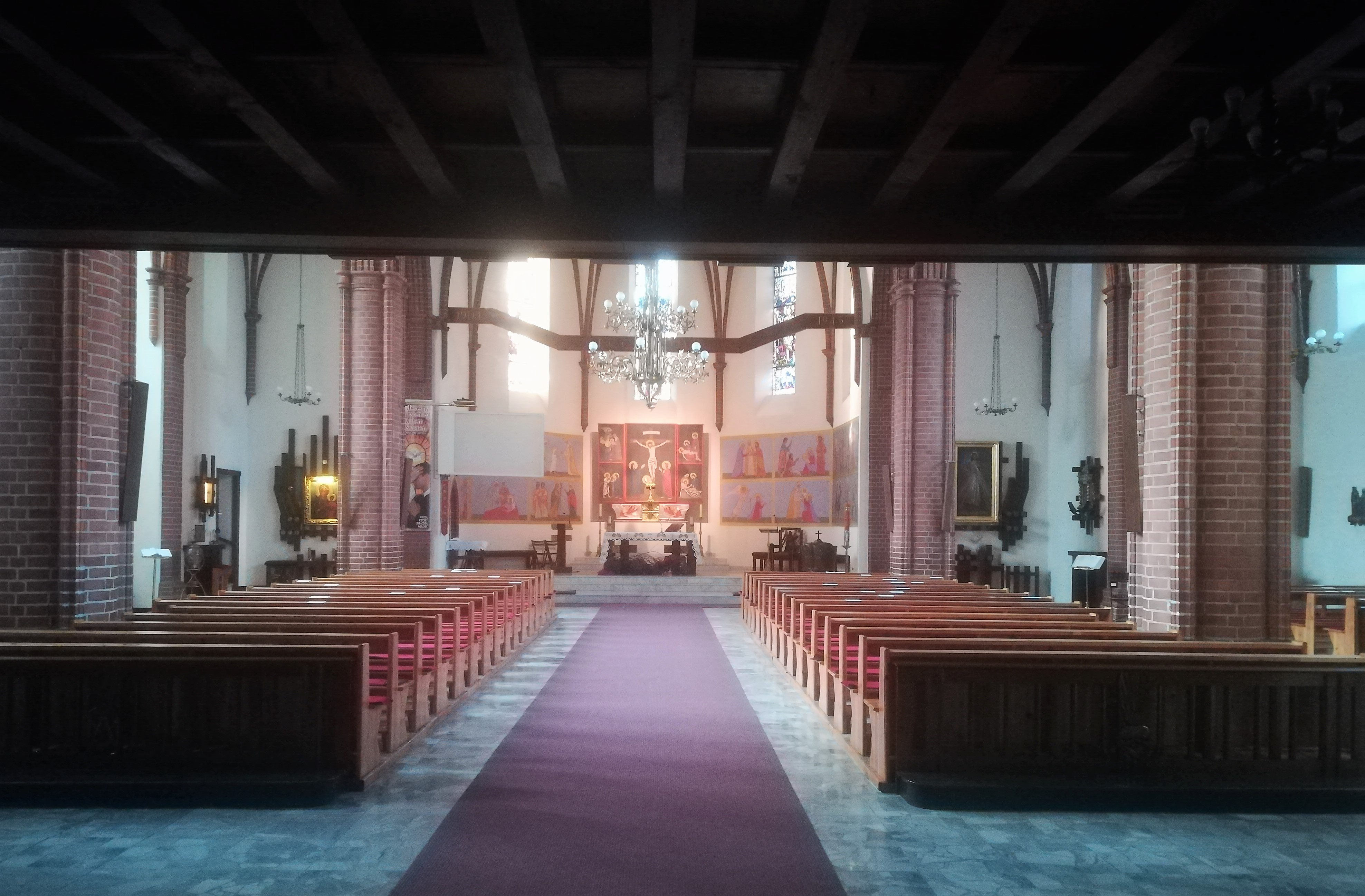
Wnętrze

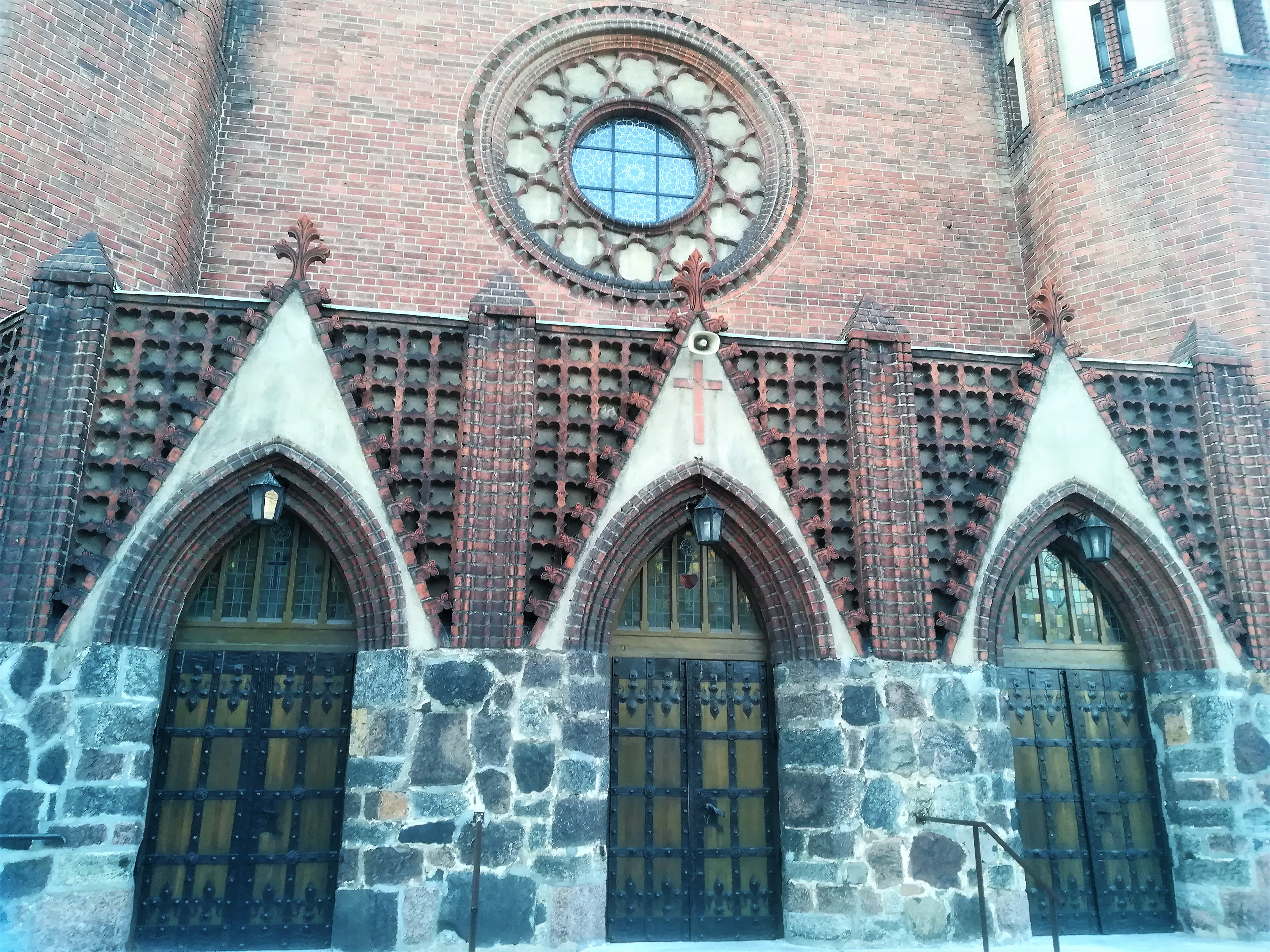
Portale wejściowe

Świątynię wzniesiono w latach 1905–1907 dla łazarskiej gminy ewangelickiej jako kościół Chrystusa (niem. Christuskirche). Został zaprojektowany przez Oskara Hossfelda. W okresie międzywojennym należał do parafii Ewangelickiego Kościoła Unijnego. Od 1 kwietnia 1945 służy rzymskim katolikom.
Z zewnątrz ceglany kościół w dolnej partii pokryty jest łupkiem, a częściowo wzniesiony z ciosów granitowych. Od wschodu znajduje się portyk z trzema portalami. Wieża z zegarem sięga 48 m. Przedsionek przykrywa sklepienie kryształowe. Wnętrze o wymiarach maksymalnych 35 m x 25 m przykrywa sklepienie gwiaździste, a w "ramionach krzyża" krzyżowo żebrowe znajdujące się do 15 m nad poziomem posadzki.
Wnętrze zostało przebudowane w latach 1953–1957 (usunięto wówczas między innymi empory boczne). Z tego okresu pochodzi również polichromia zaprojektowana przez Wacława Taranczewskiego przedstawiająca sceny z życia św. Anny, św. Joachima i ich córki Marii. Do cennych elementów wyposażenia należą pochodzące z XIX wieku chrzcielnica, kopia gotyckiej chrzcielnicy z Bambergu, oraz brązowy żyrandol, kopia XV-wiecznego żyrandola z jednego z norymberskich kościołów. Z pierwotnego wystroju zachowały się również witraże. W prezbiterium przedstawiają one Chrzest w Jordanie, Zmartwychwstanie i Wniebowstąpienie, zaś rozeta pochodzi z frankfurckiego warsztatu Ottona i Rudolfa Linnemanów. Ponadto w nawie bocznej znajduje się pięć płaskorzeźb przedstawiających sceny z życia Chrystusa przeniesiona z dawnej ambony. Wykonał je Cirillo Dell'Antonio, nauczyciel snycerki ze szkoły snycerskiej w Cieplicach Śląskich. Krucyfiks, zdobiący niegdyś ołtarz główny znajduje się obecnie na dodanej w latach 90. XX wieku belce tęczowej, zaś pochodzące z tego samego ołtarza pięć rzeźb aniołów trafiło na balustradę chóru muzycznego.
Obecnie w prezbiterium znajduje się rzeźba św. Anny i Maryi wykonana przez Eugeniusza Olechowskiego w 1996 roku. Po lewej w ołtarzu bocznym Matka Boska Bolesna w koronie cierniowej, zaś w prawym ołtarzu przywieziony przez przybyszów z Kresów Wschodnich w 1945 XVIII-wieczny obraz Ecce Homo w srebrnej sukience. Pomiędzy ołtarzami bocznymi a prezbiterium znajdują się obrazy: po lewej Matka Boska Nieustającej Pomocy wraz z tablicą z 2000 roku upamiętniającą sybiraków i Matka Boska Częstochowska a po prawej obraz Miłosierdzia Bożego oraz Matka Boska Ostrobramska. Na krańcach naw bocznych dwie rzeźby: św. Józef z Dzieciątkiem autorstwa Czesława Woźniaka po lewej i św. Antoni padewski autorstwa Eugeniusza Olechowskiego. Pod chórem muzycznym znajdują się obrazy św. Teresy z Lisieux i św. Tadeusza Judy oraz tablica upamiętniająca członków 8. Drużyny Harcerskiej im. Stefana Batorego Poznań-Łazarz. Z trzech empor została jedna pełniąca obecnie rolę chóru muzycznego. Znajdujące się na niej organy wykonane przez Schlag und Söhne ze Świdnicy trafiły tam w latach 50. XX wieku ze zlikwidowanej empory północnej.
Na kościelnym terenie znajdują się jeszcze dwa budynki: przy ul. Limanowskiego znajduje się pastorówka z 1907 roku, obecnie pełniąca role plebanii, zaś od ul. Matejki znajduje się budynek z 1911 roku służący niegdyś zborowi, a obecnie będący domem katolickim.
W tym kościele Anna Jantar brała ślub z Jarosławem Kukulskim.